# Klokkesten von Frejlev

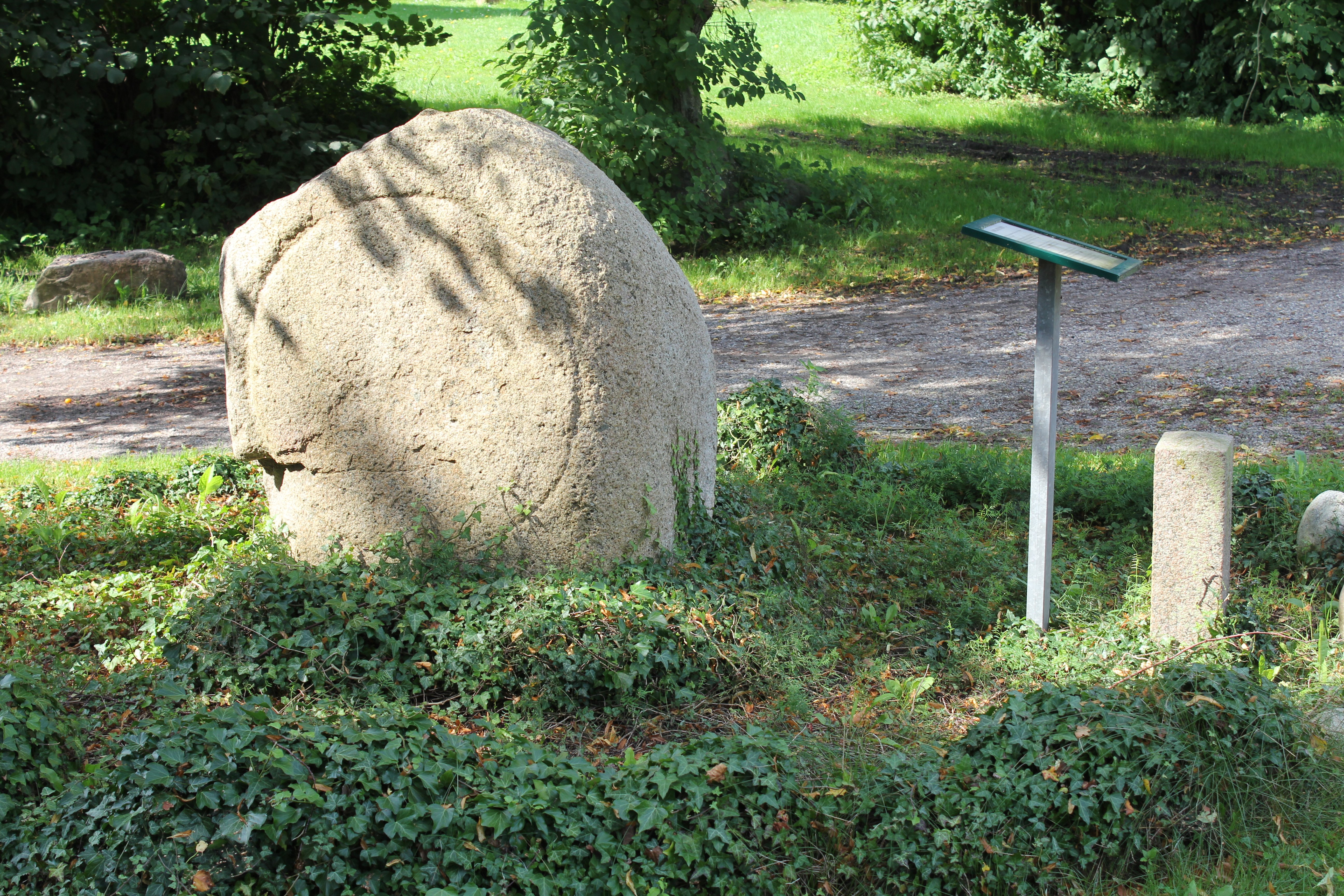
Der Sonnen- oder Glockenstein

Der Klokkesten (auch Solsten – deutsch „Sonnenstein“ genannt) ist ein bronzezeitlicher (1700 – 501 v. Chr.) Bildstein, um den sich eine Legende rankt. Er befindet sich östlich von Frejlev auf der dänischen Insel Lolland.
Er ist nicht zu verwechseln mit der Megalithanlage Klokkesten von Lyø auf Lyø.
Der Stein wurde auf einem Bergrücken südöstlich von Frejlev gefunden und in eine Steinmauer verbracht, von wo er 1924 an den heutigen Standort verlegt wurde.
Der Stein misst etwa 1,4 × 1,15 × 1,0 m. Er trägt auf der flachen Ostseite eine zwei bis fünf cm breite, etwa 1,0 cm tiefe Rille, die einen Kreis von 0,8 m Durchmesser beschreibt.

## Legende
Die Legende erzählt, dass bei dem Versuch, eine Kirche in Frejlev zu bauen, die Glocke auf den Stein gestellt wurde. Die Trolle verhindern den Bau der Kirche und warfen die Glocke immer wieder herunter. Der runde Ring entstand durch die vielen Versuche, sie wieder aufzusetzen. Die Ringgröße entspricht der Kirchenglocke von Kettinge.
Eine andere Theorie besagt, dass der Stein den Sockel für ein Taufbecken aus Granit bildete, ähnlich dem in der Kirche von Kettinge.
Gegenstücke in Deutschland sind die Sonnensteine von Beckstedt, Harpstedt und Horsten, die jedoch konzentrische Kreise tragen.